# الكوفة
الكُوفةَ مدينة عراقية ومركز قضاء تتبع إداريا إلى محافظة النجف في منطقة الفرات الأوسط جنوب العاصمة بغداد، وتبعد عنها بنحو 156 كم و10 كم شمال شرق النجف. ويقدر عدد سكانها بحوالي 230 ألف نسمة حسب تقديرات عام 2014.
كانت المدينة «عاصمة للخلافة الإسلامية في زمن الخليفة الرابع علي بن أبي طالب» والمركز الرئيسي لوجود الكثير من العلماء المسلمين اتخذها الخليفة علي بن أبي طالب عاصمة لحكومته بعد الانتقال من المدينة إليها.

## الموقع
تقع المدينة على الضفة اليمنى لنهر الفرات الأوسط (شط الهندية القديم) شرق مدينة النجف بنحو 10 كم وغرب العاصمة بغداد بنحو 156 كم. ترتفع المدينة عن سطح البحر بنحو 22 متر، ويحدها من الشمال قضاء الكفل التابع لمحافظة بابل، ومن الشرق ناحيتا السنية والصلاحية التابعتان لمحافظة الديوانية، ومن الغرب كري سعد، ومن الجنوب قضاء أبي صخير، وناحية الحيرة.

## التسمية
حينما مصرها العرب عرفت بالكوفة من التكوف ( التجمع ) وسميت كوفاني ( المواضع المستديرة من الرمل )، وكل ارض فيها الحصباء مع الطين والرمل تسمى كوفة، وسميت كوفان بمعنى (البلاء والشر) أو (ما بين الدغل والقصب والخشب) وسميت كوفة الجند لأنها أسست لتكون قاعدة عسكرية تتجمع فيها الجند ومهما يكن فإن اسمها اسم عربي، وقيل أن اسمها سرياني.

### معنى الكوفة
قيل أن المواضع المستديرة من الرمل تسمّى (كوفاني). وبعضهم يسمّي الأرض التي فيها الحصباء مع الطين والرمل كوفة. وقال الأثرم كما عن البلاذري: التكوّف يعني الاجتماع. وأورد ياقوت الحموي نفس ما ذكره البلاذري في معنى الكوفة، مضيفا إليه: والكوفان الاستدارة، وكوفان اسم أرض وبها سمّيت الكوفة، وكوفان والكوفة واحد.

## التاريخ

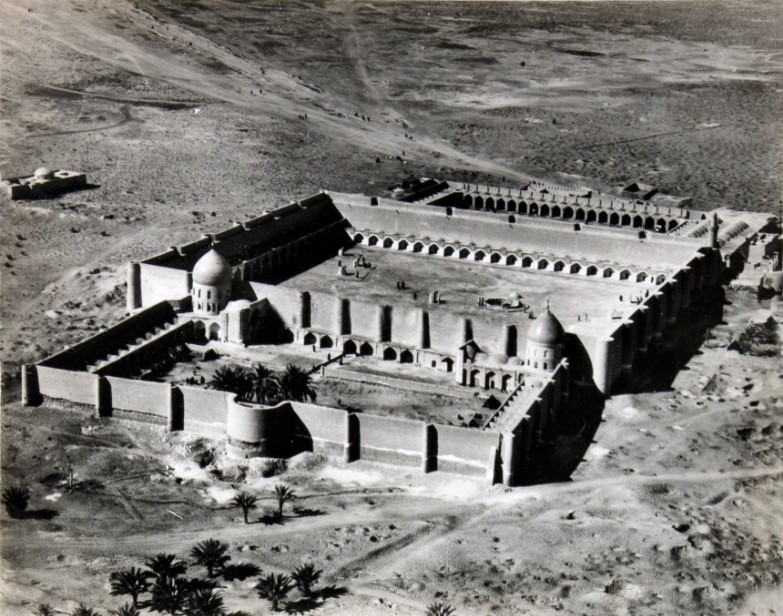
مسجد الكوفة الأعظم سنة 1915م

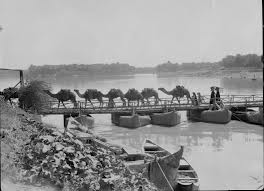
الكوفة سنة 1932م

أسسها سعد بن أبي وقاص كمعسكر، عام 638م، بعد معركة القادسية زمن خلافة عمر بن الخطاب بالقرب من مدينة الحيرة، حاضرة المناذرة. وقد ازدهرت الكوفة في أيام الحكم الأموي. وقد دمجت المدينتان عام 691م في عهد عبد الملك بن مروان. وكانت تسمى قديماً ب (كوفان).
في عام 638م كانت الكوفة قاعدة جيش المسلمين لمهاجمة المدائن (بالفارسية: مهوزة) حاضرة الفرس الساسانيين. ولقد انتصر المسلمون في معركة المدائن على الفرس المجوس.
وفي خلافة علي ابن ابي طالب اتخذها عاصمة لدولته، ومع الزمن أصبحت للكوفة مكانة مهمّة في مجال السياسة والحرب. وشهدت الكوفة أحداثاً وتطورات سياسية واضطرابات كثيرة ومهمة في ذلك الزمان، حيث وقعت حادثة كربلاء (واقعة الطف) قريباً من الكوفة، وكان الجيش الذي خرج لقتال الحسين يتألف بشكل أساسي من أهل الكوفة، كما وقعت فيها أيضاً ثورات العلويين في النصف الثاني من القرن الثاني للهجرة كثورة ابن طباطبا، وكذلك شهدت خروج أبو السرايا في زمن المأمون، وثورة القرامطة.
وتحوي الكوفة الموقع الذي استشهد فيه الإمام علي عليه السلام على يد الخارجي عبد الرحمن بن ملجم في شهر رمضان المبارك عند صلاة الفجر. ويحي الشيعة هذا اليوم من السنة في كل عام إذ أن عبد الرحمن بن ملجم جرح رأسه في التاسع عشر من شهر رمضان المبارك وتوفي علي بن أبي طالب في الواحد والعشرون من شهر رمضان.
وتحتوي المدينة على عدد من المراقد الدينية منها: مسجد الكوفة، ومحراب علي بن أبي طالب الذي استشهد فيه، ومرقد مسلم بن عقيل، وهانئ ابن عروة، وكذلك تحوي بيت علي والمسجد الأعظم ومسجد السهلة ومقام إبراهيم الغمر وكذلك مرقد المختار الثقفي.

### التوسعة والاعمار
في عهد المغيرة بن شعبة ( ت سنة 50 هـ ) بنيت جدران بيوتها باللبن وفي عهد زياد بن أبيه ( ت سنة 53 هـ ) شيدت بالآجر، وأول ما شيد أبواب الدور، وأول دور نهضت كانت بشارع كندة ( محلة المتنبي). ـ أول شيء اختطه أبو الهياج الأسدي في الكوفة مسجدها في وسطها على بعد 5 ,1 كم من الفرات وحفر خندقاً عليه وبنى في مقدمته صفة من رخام الأكاسرة، جيء به من الحيرة، وكان يتسع إلى 4 آلاف إنسان وزاد به عبيد الله بن زياد حتى صار يتسع لـ 20 ألف إنسان.
- في رجب سنة 36 هـ حين شرفها الإمام علي بن أبي طالب غير في الأقسام القبلية للكوفة وأجرى بعض التنقلات بين القبائل وحفر فيها بئراً ليس هنالك أعذب من مائها.
- أنشأ زياد بن أبيه ( ت سنة 53 هـ ) جسراً يمنع فيضان الكوفة ظل هذا الجسر قائماً طوال الحكم الأموي وقام بإصلاحه وتجديده كل من عمر بن هبيرة ( سنة 103 هـ ) وخالد بن عبد الله القسري سنة ( 105 هـ).[39]
- أحدث ابن هبيرة قنطرة الكوفة المعروفة عند الناس ( كنيدرة ) في الجانب الشرقي من جامع الكوفة وأصلحها من بعده الأمير خالد القسري.[40][41]
- في عهد الوالي خالد بن عبد اللّه القسري ( المتوفى سنة 126 هـ ) بنى فيها الأسواق وجعل لأهل كل باعة داراً وطاقاً وجعل غلالها للجند.
- سنة 136 هـ بنى ابو جعفر المنصور قصرا يعرف بـ ( أبي الخصيب ) وحفر خندقاً وسوّر المدينة بسور.
- سنة 314 هـ وفي عهد المتنبي ( 303 ـ 354 هـ ) بلغت المدينة أقصى حالة من العمران والبناء.[42]
- سنة 676 هـ حفر عطاء الملك الجويني صاحب ديوان الدولة الأيلخانية نهراً إلى أرض النجف وأوصل الماء إلى مسجد الكوفة وسمي هذا النهر بـ ( نهر التاجية ) نسبة إلى المتولي على حفره السيد تاج الدين علي بن أمير الدين أحد فضلاء ذلك العصر وأعلامهم.
- سنة 943 هـ / أمر الشاه طهماسب الأول الصفوي بحفر نهر من الفرات إلى الكوفة ويعرف النهر بالطهماسية ثم صحف إلى الطهمازية وفي سنة 1032 هـ أمر الشاه اسماعيل الاول بكري هذا النهر الذي طمّ في زمن محاصرة الأتراك للنجف ويعرف النهر بنهر الشاه أو ( الكرية).[43][44]
- سنة 1208 هـ / حفر نهر الهندية.
- سنة 1290 هـ هبطها بعض النازلين وبنوا فيها بيوتاً من القصب وأحدثوا فيها البساتين على جانبي الفرات.[45]

- سنة 1305 هـ / لما جف الماء في بحر النجف وبسعي وكيل منطقة السنية تقدم عمران الكوفة وأحدث فيها الدور والأسواق حيث عرف هذا المكان أول الأمر بـ ( شريعة الكوفة).
- سنة 1317 هـ نصب الجسر على نهر الفرات.
- سنة 1323 هـ مدت أسلاك البرق إلى الكوفة من الحلة.
- سنة 1325 هـ قام السيد علي كمونة سادن الحرم العلوي الشريف ببناء محل واسع وسوق وغرف لراحة الزائرين في المدينة.
- سنة 1327 هـ مدت سكة الحديد ( الترامواي ) بين الكوفة والنجف.

### أبرز الأحداث التي مرت بها الكوفة
يبدأ تاريخ المدينة الفعلي بعد انهيار الحكم الساساني بالعراق سنة 636 م. فقد كانت أولاً منزل العرب وحدهم وكان غالبيتهم عناصر متحضرة من اليمن وحضرموت، ثم نزلها الموالي من الفرس وأخلاط من أبناء المدن المجاورة كالسريان والنبط والنصارى واليهود الذين أَتو إليها من اليمن
سنة 20 هـ.
- سنة 30 هـ جرت حادثة أبي الحيسمان الخزاعي.[38]
- سنة 33 هـ جرت حادثة عبد الرحمن بن حبيش.[38]
- سنة 35 هـ كانت الكوفة مركزاً لانطلاق أحداث كثيرة منها أن أهلها قد شاركوا أهل البصرة في الثورة ضد عثمان والتي أدّت إلى قتله.
- سنة 36 هـ جرت حادثة أبي موسى الأشعري الذي خذّل أهل الكوفة عن نصرة الإمام علي في وقعة الجمل، وفي هذه السنة وفي شهر رجب شرّف الكوفة الإمام علي ونقل مركز الخلافة اليها، ومن باب الكوفة ( النخيلة ) عسكر الإمام علي لما خرج إلى صفين.[46]
- سنة 40 هـ قتل ابن ملجم المرادي الإمام علي[48] وأعلن معاوية خلافته في الشام وأرغم أهل الكوفة على مبايعته.[49][50]
- سنة 41 هـ قتل زياد بن أبيه عمرو بن الحمق الخزاعي وحجر بن عدي.[51]
- سنة 49 هـ أو 50 هـ ضم معاوية الكوفة إلى زياد ابن أبيه وجمعها له مع البصرة، وعُرِفت المدينتان في العهد الأموي بـ ( العراقينِ ) أي أنهما عاصمتا العراق.
- سنة 60 هـ قدم الكوفة مسلم بن عقيل سفير الإمام الحسين وفي هذه السنة استشهد على يد عبيد الله بن زياد بعد خيانة الكوفيين وغدرهم به.[52]
- سنة 66 هـ حدثت ثورة التوابين، وثورة المختار بن أبي عبيدة الثقفي، وثورة زيد بن علي.
- وفي أيام الحجاج ابن يوسف الثقفي جرت حادثة ابن الأشعث، وحادثة قنبر مولى علي ( ع )، وحادثة كميل بن زياد، وحادثة سعيد بن جبير.
- سنة 145 هـ وبعد تأسيس بغداد بدأت الكوفة تفقد أهميتها كمركز للإمارة العامة ولكنها بقيت لمدة قليلة من الزمن مركزاً عسكرياً وثقافياً.
- سنة 312 هـ استولى القرامطة على الكوفة وعبثوا فيها[53] وفي سنة 317 هـ نقلوا الحجر الأسود إليها من مكة ونصب على مقام إبراهيم ودعا القرامطة الناس إلى حج مسجد الكوفة بدلاً من مكة.
- سنة 334 هـ استعادت الكوفة بعض مكانتها على يد البويهيين الذين اهتموا بها وبالنجف الأشرف والمشهد العلوي الشريف.
- سنة 375 هـ استولى القرامطة على الكوفة مرةً أخرى.
- سنة 580 هـ زارها الرحالة ابن جبير وشاهد علامات تأخرها وسقوطها وقال: إن من أسباب خرابها قبيلة خفاجة المجاورة لها.
- سنة 726 هـ زارها الرحالة ابن بطوطة وكان الجزء الأكبر منها مهجوراً بسبب غارات البدو المجاورين لها.
- في العهد العثماني أصبحت الكوفة ناحية تابعة لإدارة قضاء النجف.[54]
- كانت الكوفة مركزاً مُهماً للعلم والآداب وكان الشعر فيها أكثر من البصرة وكانت الكناسة مثل مربد البصرة مكاناً للمفاخرات والمناظرات والتنافس، كما ظهر فيها الخط الكوفي الذي اشتهر باسمها.[55]
- سنة 1335 هـ / حدثت واقعة الكوفة بين أهلها وبني حسن.[56]
- سنة 1336 هـ / 1917 م قام النجفيون بثورة ضد الإنكليز وكانت الكوفة مقر الاجتماعات والمفاوضات بين النجفيين والإنكليز إذ كان يسكن فيها المرجع الديني السيد محمد كاظم اليزدي، وفي هذه السنة أيضاً وردت الكوفة مقدمة الجيش الإنكليزي، حيث عسكروا في ( شريعة التبن ) من شرائع الفرات في الكوفة.
- سنة 1920م في المدينة وضعت الخطط لثورة العشرين، وفيها أغرقت الباخرة الحربية ( فاير فلاي ) على يد الثوار، وقصف الإنكليز مسجد الكوفة.[57]

## السكان
| السنة | العدد  |
| 1947  | 13645  |
| 1957  | 21880  |
| 1965  | 30531  |
| 1977  | 38966  |
| 1997  | 97626  |
| 2009  | 114976 |
| 2019  | 167406 |

## أحياء مدينة الكوفة
| اسم الحي            | مساحته | سكانه |
| البو ماضي           |        | 5194  |
| السراي              |        | 12730 |
| الرشادية (الجديدات) |        | 18235 |
| الوقف               |        | 5058  |
| الفرات              |        | 18454 |
| السفير              |        | 13366 |
| الجمهورية           |        | 12191 |
| السهيلية            |        |       |
| المعلمين            |        | 5346  |
| الجامعة             |        | 3471  |
| كندة الأولى         |        | 3889  |
| كندة الثانية        |        | 8260  |
| ميثم التمار         |        | 22122 |
| دور السمنت          |        |       |
| العسكري             |        | 12196 |
| التجاوزات (السهلة)  |        | 3192  |
| المتنبي             |        | 10380 |
| الشرطة              |        | 7620  |
| دور الاستاذة        |        | 2931  |
| ميسان               |        | 94740 |

## الثقافة

### التأريخ الكوفي
اشتهرت الكوفة بالتحفظ في كل أمورها، على النقيض من دمشق. لذا فقد أعطى المؤرخ أبو مخنف الكوفي (المتوفي عام 774م) تاريخاً مخالفاً لنظرة دمشق، حاضرة وعاصمة الأمويين، مما جعل الخلفاء العباسيون يتخذون منه تاريخاً رسمياً، ولقد ذكره الطبري في مواقع عدة من تاريخه.

### الخط الكوفي
وقال القلقشندي «الخط العربي هو ما يسمى الآن بالكوفي، ومنه تطورت باقي الخطوط.» إلا أن موريتز في موسوعة الإسلام يوضح أن الخط العربي ذو الزوايا الحادة الذي عرف لاحقاً بالخط الكوفي الكلاسيكي ترجع أصوله إلى ما قبل بناء الكوفة بقرن من الزمان. إذ أن العربية قبل الإسلام كان تكتب بأربعة خطوط أو أقلام:
- الحيري (نسبة إلى الحيرة) والذي منه اشتق الخط الكوفي.[60][61]
- الأنباري (نسبة إلى الأنبار)[62]
- المكي (نسبة إلى مكة المكرمة)[62][63]
- المدني (نسبة إلى المدينة المنورة)[62][63]

وأول تسمية لهذا الخط بالكوفي كان في كتاب الفهرست لابن النديم (المتوفي عام 999 م).

## قصر الإمارة
لما أمر سعد بن أبي وقاص أبا الهيجاء الأسدي بتخطيط الكوفة سنة 17 بعد عودته من فتح المدائن وخططها وخطط المسجد الأعظم، بنى لسعد قصرا بحياله فشيده وجعل فيه بيت المال وسكن ناحيته.

## الجوامع والحسينيات
مسجد الكوفة، مسجد السهلة، مسجد الحمراء، مسجد زيد بن صوحان، جامع الملا، جامع الخلخالي، مسجد السهيلية، مسجد الحسين، مسجد الحاج هادي الصفار، مسجد السيد حسين التركي، جامع وحسينية الرشادية، مسجد حمزة هلال، جامع وحسينية آل محيى الدين، وهناك أكثر من عشر حسينيات، منها حسينية الخبازين، وحسينية العلويين، حسينية الهادي حسينية البوشيخ رسول، حسينية الهاشمية.

## المكتبات
مكتبة مسلم بن عقيل العامة، مكتبة دار الرسالة الإسلامية العامة، مكتبة الإدارة المحلية العامة، مكتبة جامع الملا العامة، ومن المكتبات الخاصة: مكتبة جعفر الشيخ علي المذحجي، مكتبة الشيخ علي البازي، مكتبة السيد تقي الخلخالي، مكتبة الشيخ كاتب الطريحي مكتبة الدكتور عبد الرزاق الشهرستاني، مكتبة محمد حسين السيد أحمد ربيع.

## ولاة الكوفة حسب تاريخ ولايتهم
سعد بن أبي وقاص ( ت سنة 55 هـ )، المغيرة بن شعبة ( ت سنة 50 هـ ) عمار بن ياسر ( ت سنة 37هـ )، الوليد بن عقبة بن أبي معيط ( ت سنة 61 هـ ) سعيد بن العاص، عقبة بن عمرو بن ثعلبة الأنصاري ( ت سنة 40 هـ )، عمارة بن شهاب، أبو موسى الأشعري ( ت سنة 42 هـ )، زياد بن أبيه ( ت سنة 53 هـ ) الضحاك بن قيس الفهري ( ت سنة 65 هـ )، عبد الله بن خالد بن أسيد، سعد بن زيد العزي ( ت سنة 50 هـ )، النعمان بن بشير الأنصاري ( ت سنة 66 هـ ) عبد الرحمن بن عبد الله بن عثمان بن ربيعة الثقفي ( ت سنة 66هـ )، عبيد الله بن زياد ( ت سنة 67 هـ ) عمرو بن حريث ( ت سنة 85 هـ )، عامر بن مسعود، السائب بن مالك الأشعري، مصعب بن الزبير ( سنة 71 هـ )، الحارث بن عبد الله بن ربيعة. بشر بن مروان ( ت سنة 75 هـ )، الحجاج بن يوسف الثقفي ( ت 95 هـ )، عروة بن المغيرة بن شعبة ( ت سنة 90 هـ ) يزيد بن أبي كبشة السكسكي ( ت سنة 100 هـ )، يزيد بن المهلب الأزدي ( ت سنة 102 هـ ) حرملة اللخمي، عمر بن هبيرة الفزاري ( ت 110 هـ )، خالد بن عبد الله القسري ( ت سنة 126 هـ).

## قضاة الكوفة
عروة بن الجعد البارقي، شريح بن الحارث ( ت سنة 76 هـ )، سلمان بن ربيعة، مسروق بن الأجدع ( ت سنة 63 هـ )، عبد الملك بن عمير ( ت سنة 136 هـ ) عبيد الله بن عتبة ( ت سنة 73 هـ )، أبو بردة بن أبي موسى الأشعري ( ت سنة 103 هـ ) أبو قرة الكندي، نوح بن دارج النخعي ( ت سنة 182 هـ )، عيسى بن المسيب البجلي، حفص بن غياث ( ت سنة 194 هـ )، سعيد بن جبير ( ت سنة 95 هـ )، أحمد بن بديل ( ت سنة 258 هـ ) علي بن محمد بن هارون الحميري ( ت سنة 323 هـ )، علي بن غراب الكوفي ( ت سنة 184 هـ ) عبد الواحد بن أحمد الثقفي ( ت سنة 555 هـ ) وغيرهم من القضاة.

## علماء الكوفة

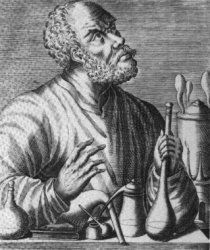
صورة لـ ابن حيان

- في الفقه: الإمام علي بن أبي طالب (ت سنة 40 هـ )، النعمان بن ثابت ( أبو حنيفة النعمان ) ( ت سنة 187 هـ).
- في الرواية والحديث: البراء بن عازب ( ت سنة 72 هـ )، قرظة بن كعب الأنصاري، معاذ بن مسلم الهراء ( ت سنة 150 هـ ) وغيرهم.
- في النحو: أبو الأسود الدؤلي ( ت سنة 67 هـ )، علي بن حمزة الكسائي ( ت سنة 189 )، أبو جعفر الرؤاسي ( ت سنة 190 هـ). يعقوب بن إسحاق بن السكيت ( ت سنة 244هـ).
- في اللغة: حماد بن هرمز ( 2 )، المفضل بن محمد الضبي ( ت سنة 168 هـ )، محمد بن عبد الأعلى ( ت سنة 207 هـ ) ( 4).
- في الشعر: الكميت بن زيد ( ت سنة 126 هـ ) ( 1 )، محمد بن غالب بن الهذيل ( ت سنة 200 هـ ) ( 3 )، الطرماح بن حكيم ( ت سنة 100هـ ) دعبل الخزاعي ( ت سنة 246هـ ) أبو العتاهية ( ت سنة 211هـ ) المكاء بن هميم الربعي، أبو الطيب المتنبي ( ت سنة 354 هـ).
- في الكيمياء: جابر بن حيان الكوفي. وفي الكوفة أكثر من 25 بيتا علميا ذكر أكثرها السيد محمد مهدي بحر العلوم في رجاله.

## المعالم

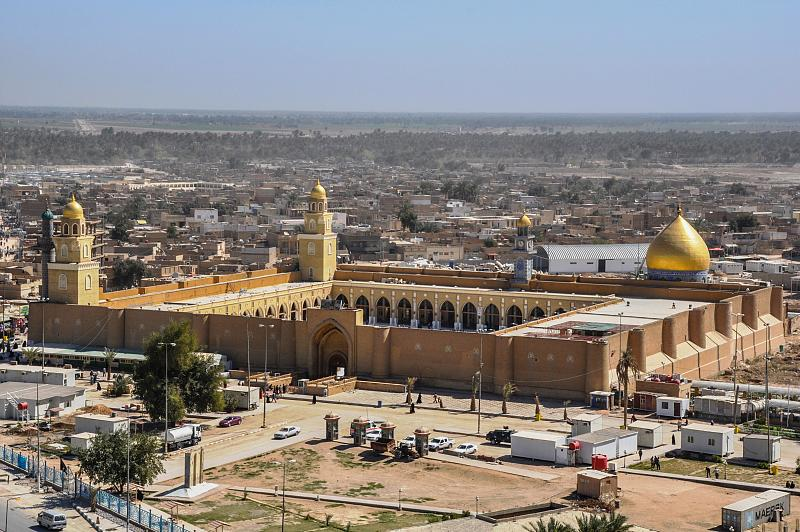
مسجد الكوفة من الجو

كانت الكوفة مدينة واسعة كبيرة تتصل قراها وجباناتها إلى الفرات وقرى العذار وكان فيها من الدور 50 ألف دار للعرب و24 ألف دار لغير العرب، وتبلغ مساحتها اليوم 510 كم2، وهي تتمتع بموقع استراتيجي مهم من جميع النواحي فهي حلقة وصل بين مدن الفرات الذي يغذي مساحات شاسعة ومقاطعات واسعة بمياهه العذبة، وهو يكون شارعاً يخترق روضة كثيفة بالأزهار المحاطة بأشجار الآس واليوكالبتوس، ولما تمصرت الكوفة وقسمت إلى أرباعها المعروفة ومحلاتها أنشئت فيها السكك والشوارع والقصور وأصبحت مركزاً للآداب والعلوم والثقافة فمن محلاتها القديمة: الثوية، الجبانة، خانقين، دار الحكيم، دار قمام دوران، رحا عمارة، رحبة خنيس، رصافة الكوفة، زرارة، صحراء البردخت الكناسة، عبس، عرزم. اللسان ( كان يطلق على ظهر الكوفة )، ومحلة السبيع، محلة شيطان.
ومن أسواقها: سوق حراضة، وسوق أسد، وسوق حكمت وسوق يوسف.
ومن قراها القديمة: استينيا، اقساس، حبانية، الحصاصة، الأكيراح سنينيا، السوارية، عقر بابل، الغاضرية، بانقيا، الرداة، برثة البويب، جرعة، جرير، حرورا، حضر السبيع، حمام سعد، حمام أعين، الخورنق، درتا، زوره، زيدان، شانيا، شوميا، شيلي، صحراء، أم سلمة، صريفين، الصنين، عين جمل، الغريان. ومن محلاتها الحديثة، محلة السراي، الرشادية، الجديدة، السهيلية، البوحداري ( في الجانب الثاني من النهر )، البراكية، ومحلة كندة، وأحياء حديثة كثيرة.
ـ ومن قراها الحديثة: قرية علوة الفحل، قرية الكريشات، قرية البوماضي، التاجية، قرية آل عيسى، الزرفات والجعافرة، قرية خرخيت.
- شوارعها: شارع 26 المعروف بشارع الجنابات، شارعيا 14 و13 في محلة السراي والأول يعرف بـ (شارع السيد ياسين الصعبري)، والثاني يعرف بـ ( شارع آل الفحام )، شارع النهر وقد سميت شوارعها الحديثة بأسماء تراثية تمت بصلة إلى تاريخها القديم.
- أنهارها القديمة: نهر كوثى، نهر أبا، نهر البردان، نهر البويب، نهر سورا، نهر التاجية، نهر الغدير، نهر شيلي، نهر الصنين، نهر نرس.

### معالمها واثارها التاريخية

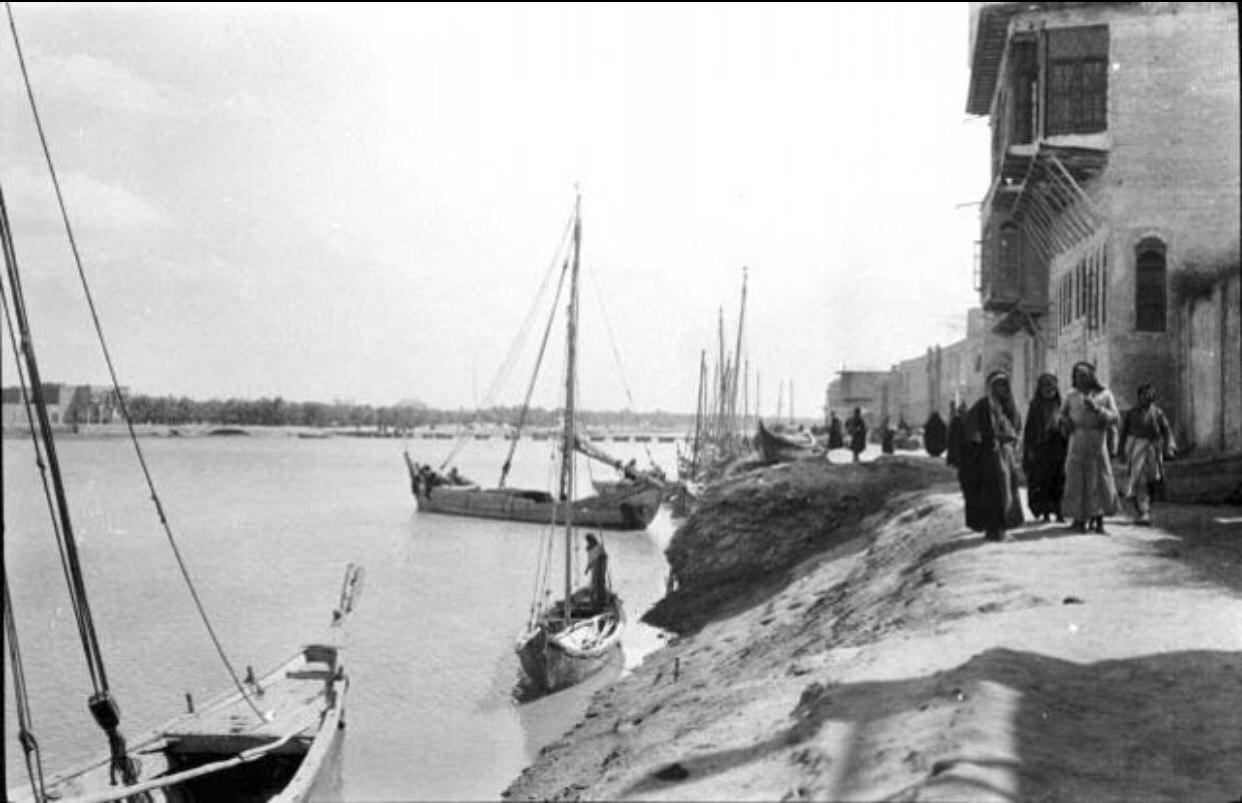
الكوفة عام 1911م

مسجد الكوفة، أول ما اختط في الكوفة مسجدها على بعد 5 / 1 كم من الفرات في الجهة الغربية من الكوفة وهو اليوم يتألف من أربعة جدران مدعومة بأبراج نصف دائرية يبلغ عددها 28 برجاً وفي ساحته عدة مقامات منها، مقام النبي إبراهيم ( ع )، ومقام الخضر ( ع )، ومقام بيت الطشت، ودكة القضاء، ومقام النبي ( ص )، ومقام الإمام جعفر الصادق ( ع )، ومقام آدم ( ع )، ومقام جبرائيل ( ع )، ومقام الإمام زين العابدين ( ع )، وفي صدر الجدار القبلي للمسجد يقع محراب المسجد الذي ضرب فيه الإمام ( ع ) وهو مزخرف بالقاشاني وفي وسطه مشبك نحاسي. وفي وسط المسجد منفذ يؤدي إلى سرداب يعرف بـ ( سفينة نوح أو التنور).
- دار الإمارة: اختطت في موضع الفضاء المتصل بمسجد الكوفة من جهة القبلة من الخارج وجعل فيها بيت المال وسكن فيها سعد بن أبي وقاص، وكانت منزلا خاصا للخلفاء والملوك والامراء من بعد سعد تكون بها مؤامراتهم ومؤتمراتهم ومشاوراتهم.
- مسجد السهلة: يقع في الجهة الشمالية الغربية من مسجد الكوفة على بعد 2 كم عنها، وفيه مقام الإمام المهدي المنتظر.
- بيت الإمام علي: يقع على أرض مرتفعة ملاصق لسور دار الإمارة الغربي.
- مسجد زيد بن صوحان ( صاحب الامام علي ) يقع في الجهة الجنوبية من مسجد السهلة.
- مرقد مسلم بن عقيل وهانيء بن عروة : في الجهة الشرقية من جامع الكوفة وبشكل ملاصق له.
- ضريح المختار بن أبي عبيدة الثقفي : في الزاوية الشرقية بجنب الحائط القبلي لمسجد الكوفة.
- مسجد الحمراء : وهو مسجد النبي يونس وليس بقبره، سمي بذلك لأنه كان يسكن حوله جماعة من غير العرب تميل وجوهم إلى اللون الأحمرـ غير الأسمر ـ فأطلق عليهم الحمر.
- مرقد ميثم التمار : يقع في الجهة الجنوبية الغربية من دار الإمارة وعلى بعد 1كم عن مسجد الكوفة.
- موضع حرق عبد الرحمن بن ملجم المرادي: وهو التل الذي أحرقت فيه جثته ويقع حالياً بجوار قبر ميثم التمار.
- قبر خديجة بنت الإمام علي: وهو مكان لحانوت ميثم التمار الذي كان يبيع فيه التمر.
- قبر السيد ابراهيم الغمر : يقع في الطريق العام بين الكوفة ـ النجف وعلى الجهة اليمنى. ـ قبر السادة أولاد الحسن: يقع على يسار الطريق القديم للذاهب إلى مسجد السهلة.
- كري سعدة أو ( خندق سابور ) : وهو يكون الحد الفاصل بين الكوفة والنجف وينسب إلى سابور ذي الأكتاف الذي حفره.
- قصر أم عريف: يقع خارج المدينة على بعد 7 كم عنها.

## أنظر
- الوقف في العراق
- كتاب: الكوفة نشأة المدينة العربية الإسلامية: هشام جعيط، أطروحة دكتوراه في التاريخ الإسلامي من جامعة السوربون بباريس سنة 1981.

## معرض الصور

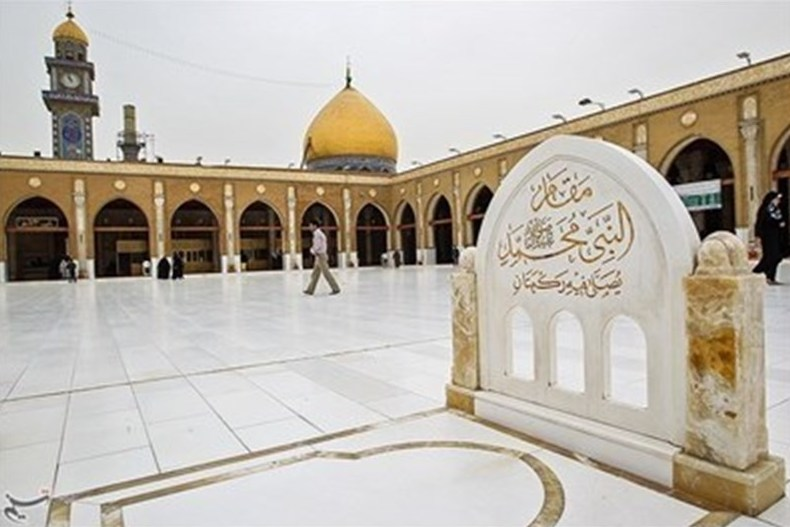
مقام النبي محمد في مسجد الكوفة
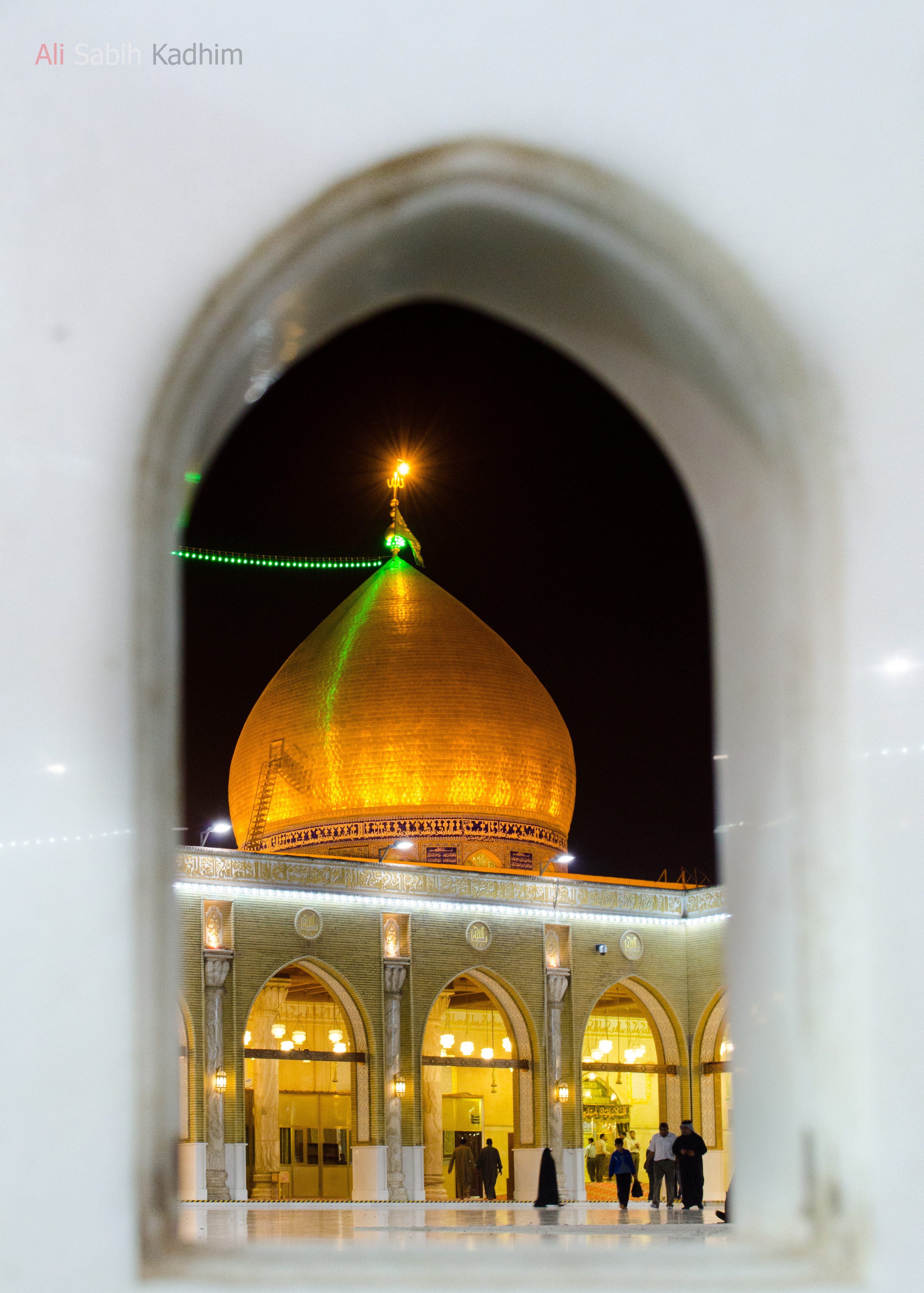
مرقد مسلم بن عقيل
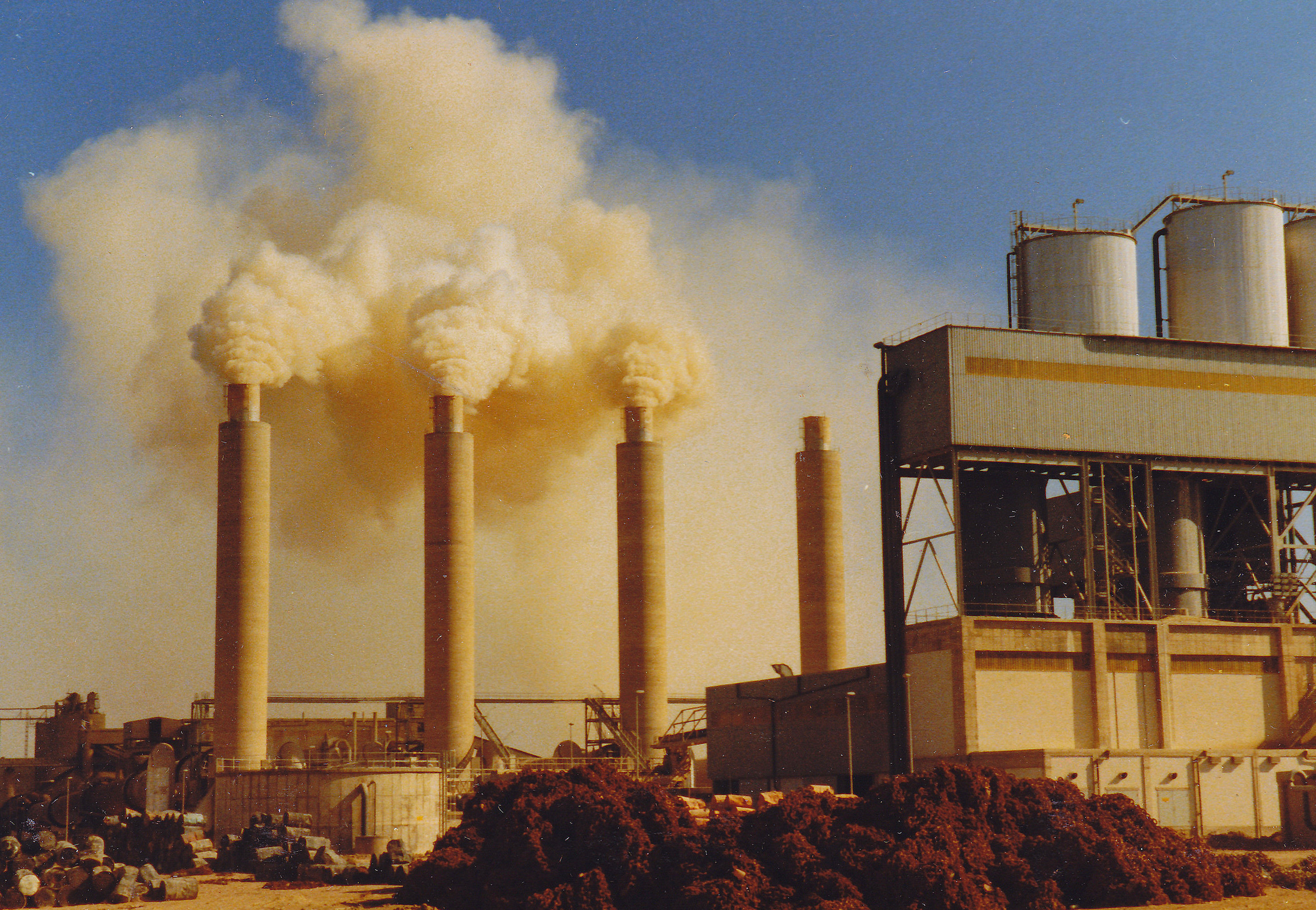
معمل سمنت الكوفة
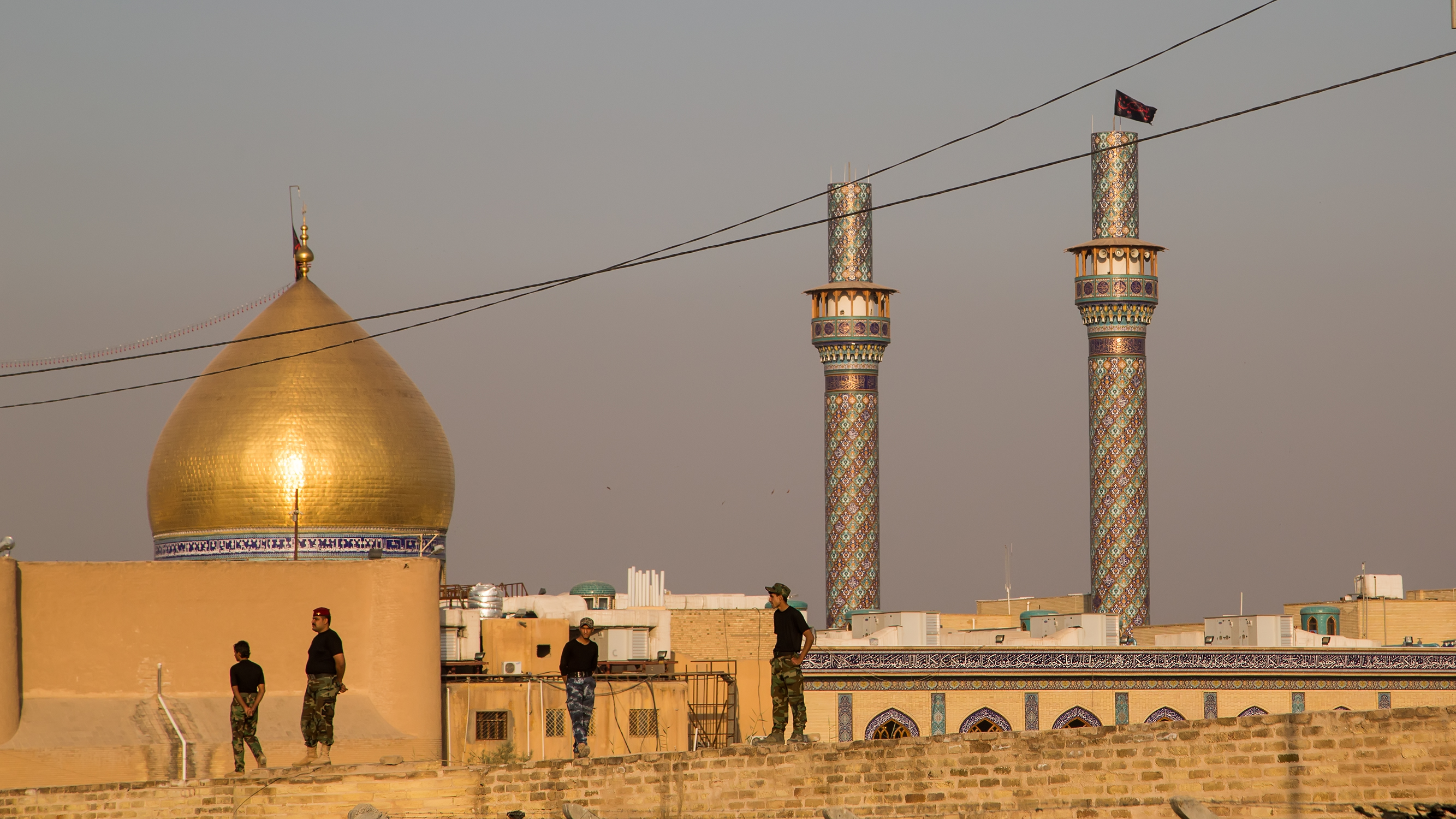
المسجد المعظم
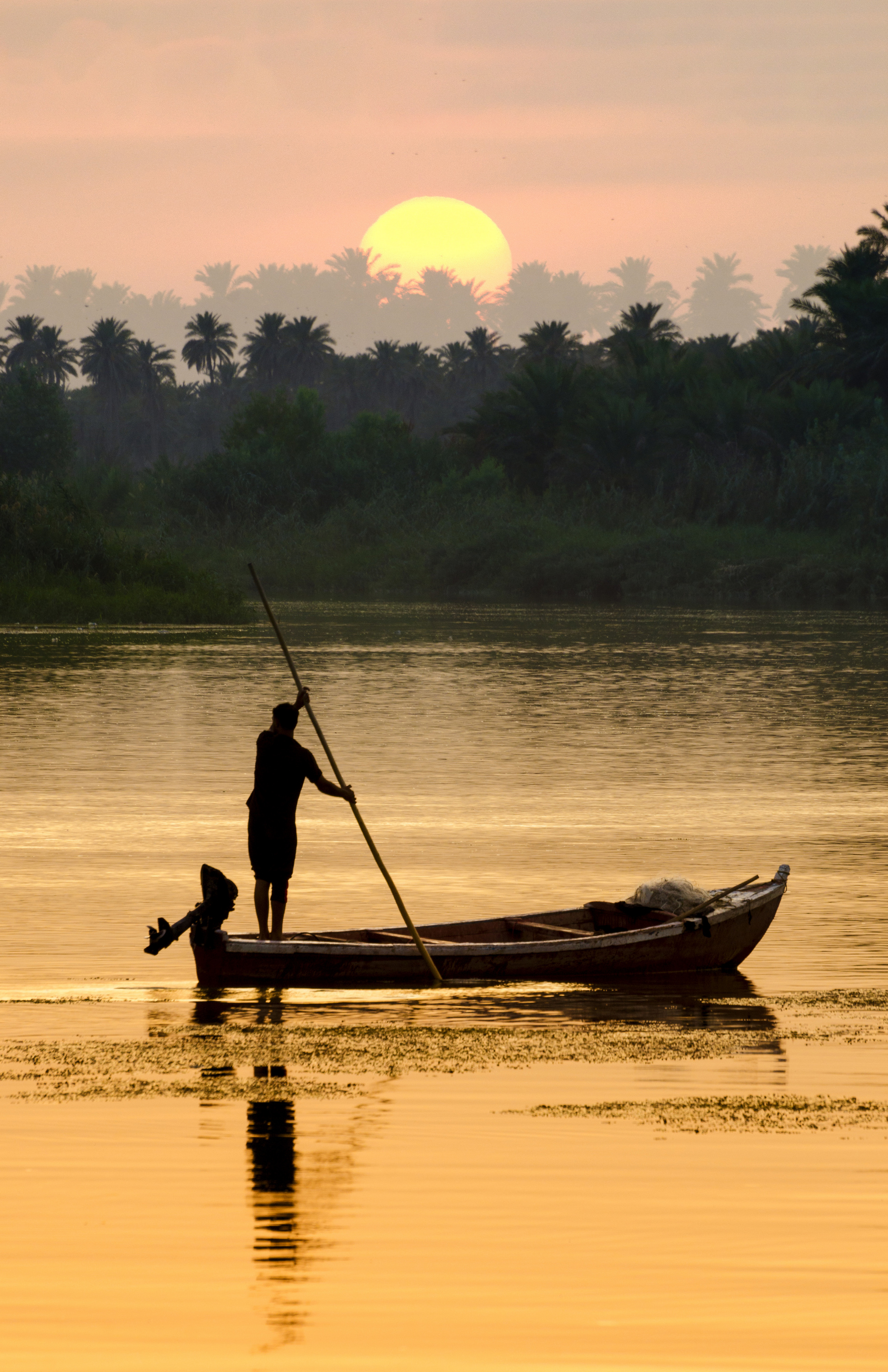
قارب على نهر الفرات في احد بساتين الكوفة
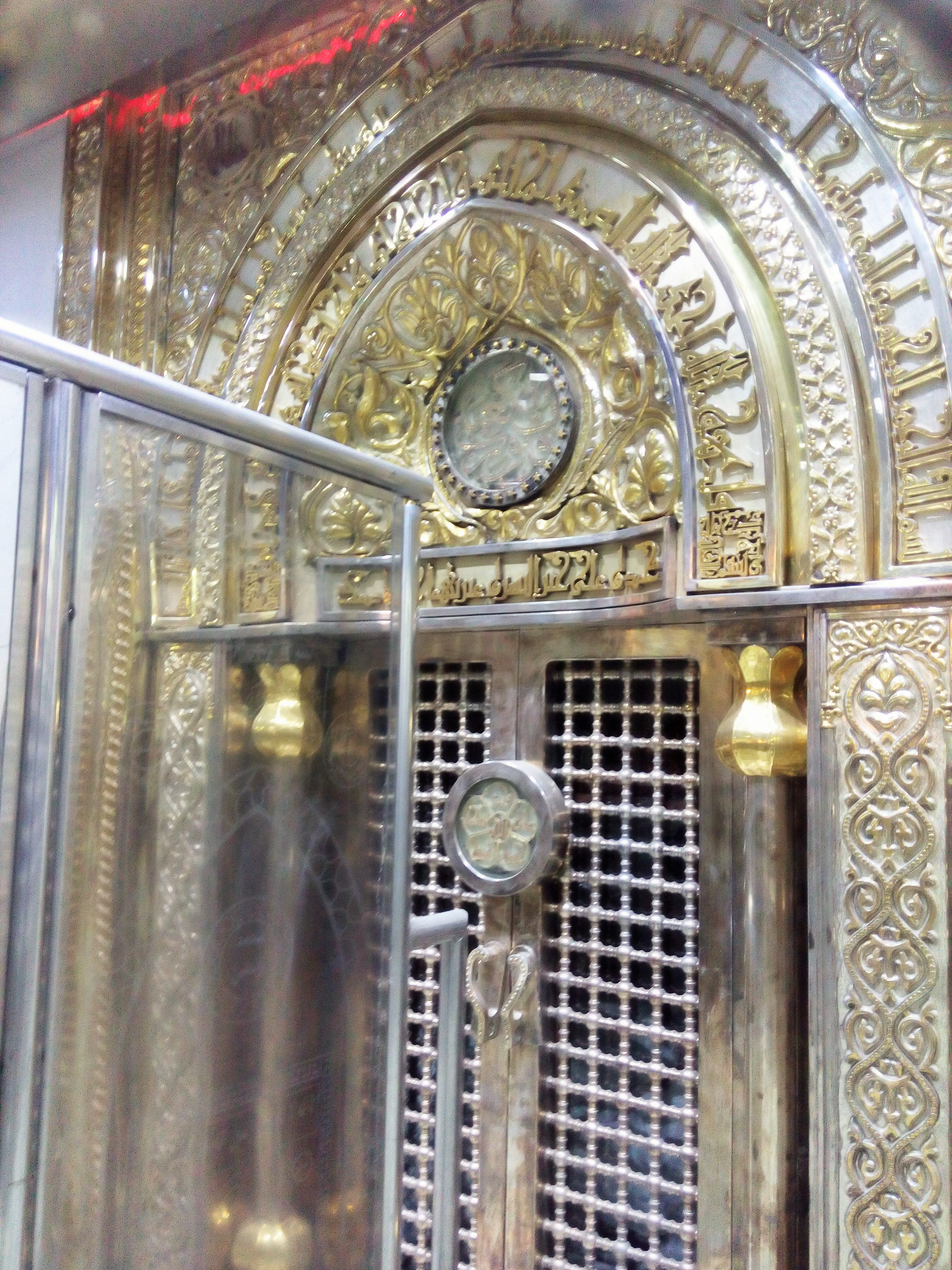
محراب مسجد الكوفة
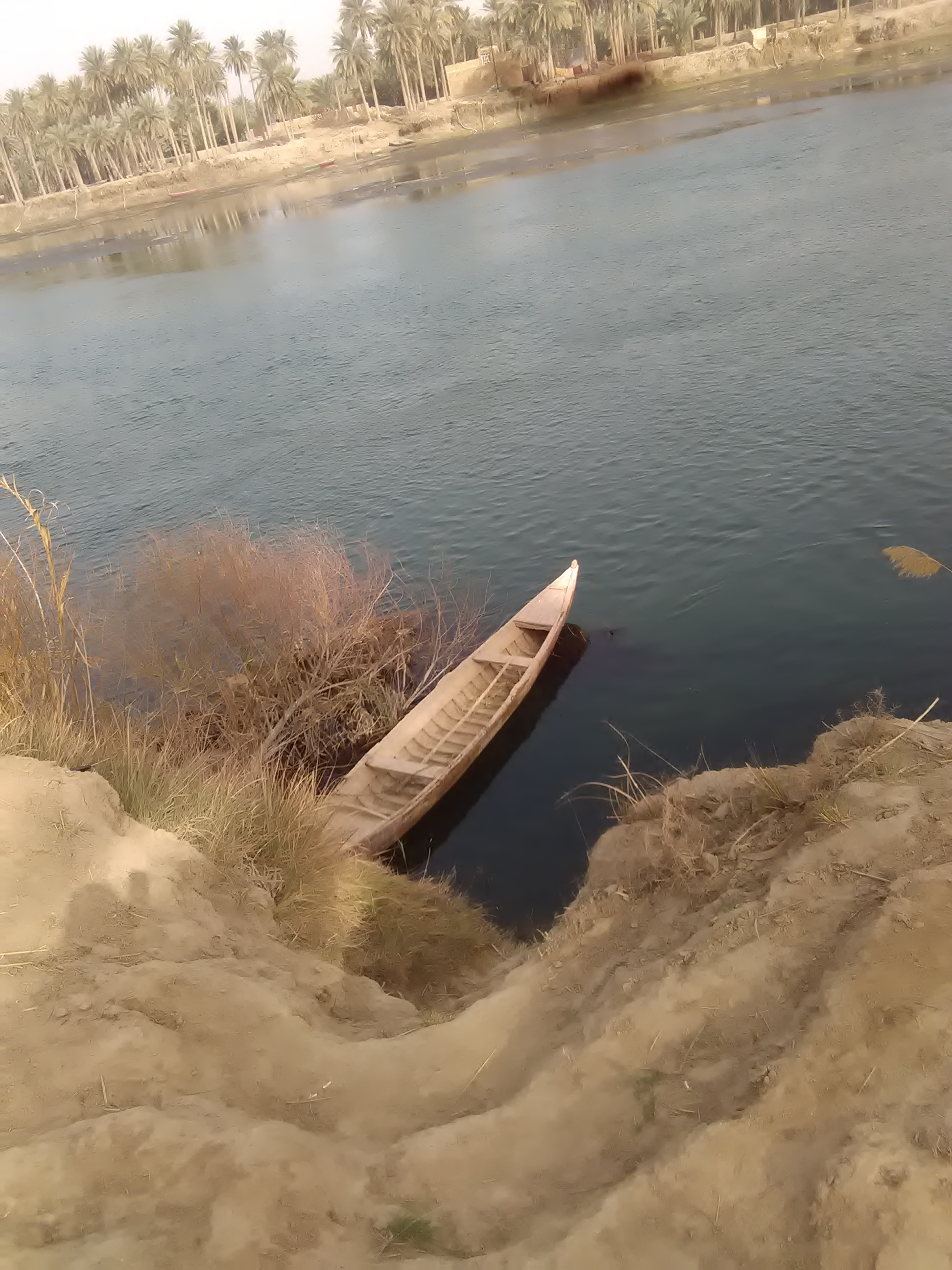
نهر الفرات بالقرب من الكوفة
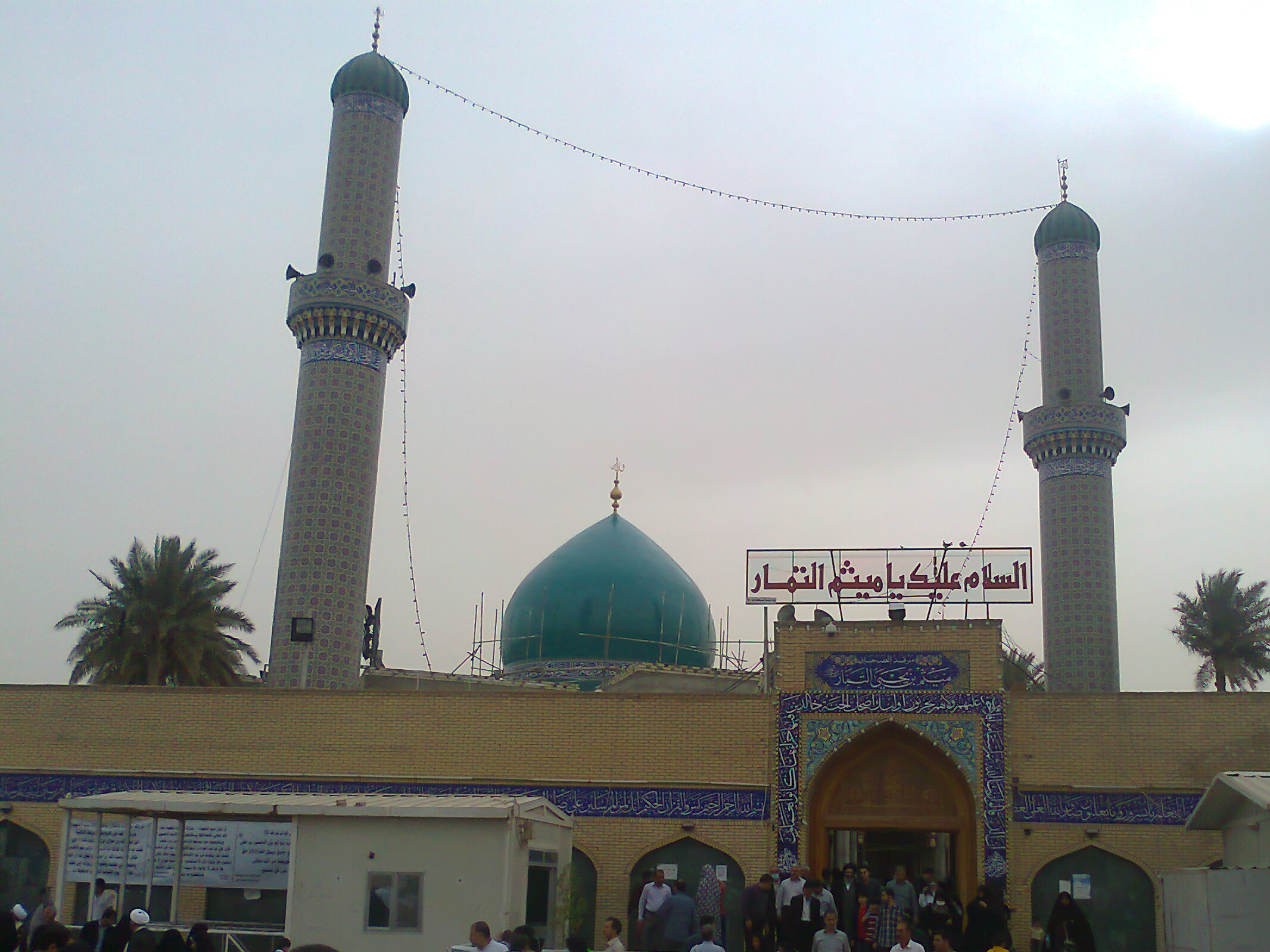
مرقد ميثم التمار في الكوفة